# Psammophorura
Genre
Psammophorura est un genre de collemboles de la famille des Tullbergiidae.

## Liste des espèces
Selon Checklist of the Collembola of the World (version du 18 septembre 2019) :
- Psammophorura gedanica Thibaud & Weiner, 1994
- Psammophorura miniclavata Bernard, 2016
- Psammophorura neocaledonica Thibaud & Weiner, 1997

## Publication originale
- Thibaud & Weiner, 1994 : Psammophorura gedanica g. n., sp. n. et autres collemboles interstitiels terrestres de Pologne (1). Polskie Pismo Entomologiczne, vol. 63, no 1/2, p. 3-15.